# Parroquia Santuario San Cayetano
Parroquia Santuario San Cayetano es una comunidad cristiana católica de la parroquia La Santísima Cruz de los Milagros, en el Departamento de Corrientes, en la Provincia de Corrientes, Argentina. Se inició en junio de 1935 con Bernardino Marconetto como párroco.
Desde el templo parroquial llegan a la zona el sacerdote Gil Aranda Alfonso, cura teniente, y el joven Raúl Barboza de la Acción Católica, exactamente el sábado 15 de junio de 1935. Al día siguiente, domingo 16, veintinueve niños hacen su primera comunión; además comulgan sesenta y seis personas, en su mayoría hombres. Todo esto acontece en la casa del Sr. Eustaquio Ramírez (su señora, de apellido Vallejos).
El templo parroquial de San Cayetano recibe el título de Santuario Diocesano el 7 de agosto de 2007, por decreto de monseñor Domingo Salvador Castagna.
Dentro de esta diócesis se lleva a cabo la fiesta anual de San Cayetano, patrón del “pan y el trabajo”.